# História do ensino de matemática no Brasil
A história do ensino de matemática no Brasil inicia-se no Brasil Colônia, devido às necessidades militares. Com a necessidade de defender seu território, a Coroa Portuguesa necessitava instruir seus militares no Brasil para a construção de fortificações e a artilharia. José Fernandes Pinto Alpoim, um militar português, criou então as primeiras obras do gênero, que envolviam conhecimentos de elementares de aritmética e geometria.
Com a Independência do Brasil, houve a necessidade da elite brasileira de criar uma universidade no Brasil, em especial para a criação de cursos jurídicos. Com as discussões sobre a criação, decidiu-se então com o apoio de militares, que havia a necessidade de incluir exames de geometria para o ingresso no curso. Assim, dá-se início a criação de cursinhos preparatórios para o ingresso em cursos superiores.
A partir da criação do Colégio Pedro II, houve as primeiras tentativas de criação do ensino secundário. Entretanto, como os  cursinhos preparatórios eram o caminho mais curto para passar nos exames de ingresso, em geral havia um grande abandono do colégio. Assim, o conteúdo dos exames se tornaram a primeira referência curricular, que era o mesmo oferecido nos cursos preparatórios.
Surgiram na década de 1930 as primeiras faculdades de filosofia, com o intuito de formação de professores. Com isso foi sendo implantado o ensino seriado obrigatório. Graças aos esforços de Euclides Roxo na Reforma Francisco Campos, funde-se as então disciplinas de aritmética com a álgebra e a geometria transformando-as na disciplina de matemática. Entretanto não acabou-se fundindo propriamente, e sim reunindo, pois as matérias continuavam sendo ensinadas separadamente.
Na década de 1960, surge com força o movimento da Matemática moderna, baseando o ensino de matemática na formalidade e no rigor.